# Sphaeronella gottoi
Sphaeronella gottoi is een eenoogkreeftjessoort uit de familie van de Nicothoidae. De wetenschappelijke naam van de soort is voor het eerst geldig gepubliceerd in 2001 door O'Reilly.